# Kozolupy
Kozolupy är en ort i Tjeckien.   Den ligger i regionen Plzeň, i den västra delen av landet, 90 km väster om huvudstaden Prag. Kozolupy ligger 331 meter över havet och antalet invånare är 953.
Terrängen runt Kozolupy är huvudsakligen platt. Kozolupy ligger nere i en dal. Runt Kozolupy är det mycket tätbefolkat, med 1 266 invånare per kvadratkilometer. Närmaste större samhälle är Plzeň, 9,2 km öster om Kozolupy. Trakten runt Kozolupy består till största delen av jordbruksmark.